# Дюковская (Архангельская область)
Дюковская — деревня в Вельском районе Архангельской области, входит в состав Вельское городское поселение, в то же время является административным центром муниципального образования «Усть-Вельское». Население - 198 (2010)

## География
Географическое положение
Деревня с севера примыкает к райцентру Вельску в месте впадения реки Вель в Вагу.
Часовой пояс
Дюковская, как и вся Архангельская область, находится в часовой зоне МСК (московское время). Смещение применяемого времени относительно UTC составляет +3:00.

## Население
| 2002 | 2010 |
| ---- | ---- |
| 224  | ↘198 |

## Инфраструктура
Администрация МО Усть-Вельское.

## История
В материалах оценочно-статистического исследования земель Вельского уезда упомянуто, что в 1900 году в административном отношении деревня входила в состав Устьвельского сельского общества Устьвельской волости. На момент переписи в селении Дюковское находилось 31 хозяйство, в которых проживало 67 жителей мужского пола и 69 женского.